# Agadez (region)

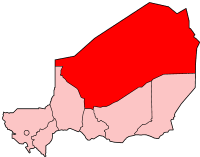
Läge i landet.

Agadez är en av Nigers sju regioner. Agadez hade 321 639 invånare år 2001, på en yta av 634 209 km².  Regionens huvudstad är Agadez. Det är tuaregernas etniska område.

## Administrativ indelning
Regionen är indelad i tre departement:
- Arlit
- Bilma
- Tchirozerine